# Turkologie
Die Turkologie ist die Wissenschaft von den Sprachen, Literaturen, der Geschichte, den Religionen und von der geistigen und materiellen Kultur der Turkvölker in Vergangenheit und Gegenwart. Eine Person, die sich mit der Turkologie beschäftigt, wird als Turkologe bezeichnet.
Die türkische Arbeitsmigration der letzten Jahrzehnte erweiterte das traditionelle Forschungsgebiet der Turkologie beträchtlich in inhaltlicher und geographischer Hinsicht.

## Gegenstand der Turkologie
Das geographische Gebiet der Turkvölker hat sich in den letzten Jahrzehnten durch Migration noch beträchtlich erweitert, ursprünglich reichte es von der heutigen Volksrepublik China bis Südosteuropa und vom fernen Norden Russlands (siehe auch Sibirien) bis zu den Ländern des Nahen Ostens.
Die Bevölkerungszahl aller turksprachigen Nationen, Volksgruppen und Minderheiten beträgt heute mindestens 300 Millionen. Die UNESCO hatte in den 1980er Jahren ermittelt, dass für die Turksprachen eine Sprecherzahl von rund 200 Millionen angenommen werden kann, wenn die Personen hinzugezählt werden, die eine Turksprache als Zweit- oder Drittsprache sprechen. Heute kann aufgrund des Bevölkerungswachstums von einer höheren Zahl ausgegangen werden, jedoch darf die Sprecherzahl generell nicht mit der Volkszugehörigkeit verwechselt werden (siehe auch Turkvölker). Die frühesten Texte werden auf den Zeitraum von 600 bis 800 nach unserer Zeitrechnung datiert.
Heute gehören die verschiedenen türkischen Völker verschiedenen Religionen an. Zu den wichtigsten Religionen gehören Islam, Christentum, Buddhismus, Judentum und indigene Religionen. Historisch spielte auch der Manichäismus eine Rolle. Die Angehörigen der Turkvölker sind heute in der Mehrzahl Muslime vor allem sunnitischer Konfession. Anhänger des Buddhismus sind heute nur noch die Yugur und die Tuwiner.
Der Studiengang Turkologie lehrt neben geschichtlichem Stoff mindestens zwei Türksprachen – die Erstsprache ist immer Türkisch. Die Zweitsprache ist unterschiedlich, beispielsweise hat die FU Berlin als Zweitsprache Tatarisch auf dem Plan.

## Wissenschaft/Forschung
Turkologinnen und Turkologen forschen mittels und über Quellentexte und Zeugnisse der materiellen Kultur der verschiedenen Turkvölker sowie des sprachlichen und kulturellen Austauschs mit benachbarten Völkern seit dem 8. Jahrhundert unserer Zeitrechnung.
Forschungsschwerpunkte der Turkologie liegen im Bereich der Republik Türkei, bzw. im Osmanischen Reich, den Turkrepubliken sowie in Mittelasien.

## Studienmöglichkeiten
In der deutschen Hochschulpolitik ist die Turkologie als Kleines Fach eingestuft.
- Johannes Gutenberg-Universität Mainz
- Universität Hamburg
- Johann Wolfgang Goethe-Universität Frankfurt am Main
- Freie Universität Berlin
- Otto-Friedrich-Universität Bamberg
- Georg-August-Universität Göttingen
- Justus-Liebig-Universität Gießen
- Universität Wien
- Universität Bonn

## Berufsfelder
Bedarf an turkologisch qualifizierten Arbeitskräften gibt es in den folgenden Berufsfeldern: 
- Wissenschaft
- Gesellschaft
- Medien
- Kultur
- Politik

Innerhalb dieser Berufsfelder sind unter anderem Tätigkeiten auf folgenden Gebieten vorstellbar: 
- Turkologische Forschung: Universitäten und andere Forschungseinrichtungen, national und international (bei zielgerichteter Fortsetzung des Studiums über den BA-Bereich hinaus)
- Betreuung türkischer Migranten
- Interkulturalität
- Sozialarbeit
- Muttersprachlicher Ergänzungsunterricht Türkisch
- Deutsch als Fremdsprache (bei entsprechender ergänzender Qualifizierung)
- Beratung von Ministerien und anderen politischen Gremien z. B. bei der Erstellung von Lehrplänen, Curricula, Islamkonferenz etc.
- Auswärtiger Dienst
- Wirtschaft: international operierende Wirtschaftsunternehmen, Industrie- und Handelskammern
- Kultur- und Bildungseinrichtungen
- Medien: Experten für türkische Kultur, Geschichte, Politik (insbesondere bei entsprechender Kernfach/ Beifach-Kombination bzw. Zusatzqualifikation)
- Türkei und Europa
- Kriminalitätsbekämpfung, innere und äußere Sicherheit

## Forscher
- Milan Adamovic
- Reşit Rahmeti Arat
- Ingeborg Baldauf
- Willi Bang-Kaup
- Wassili Wladimirowitsch Bartold
- Louis Bazin
- Johannes Benzing
- Árpád Berta
- Bernt Brendemoen
- Saadet Çağatay
- Gerard Clauson
- Éva Csató
- Jean Deny
- Agop Dilâçar
- Gerhard Doerfer
- Marcel Erdal
- Hasan Eren
- Carter Vaughn Findley
- Annemarie von Gabain
- Geng Shimin
- Peter Benjamin Golden
- Manfred Götz
- Kaare Grønbech
- Richard F. Hahn
- Michael Reinhard Heß
- Halil İnalcık
- Georg Jacob
- Henryk Jankowski
- Lars Johanson
- Petra Kappert
- Ceval Kaya
- Barbara Kellner-Heinkele
- Mark Kirchner
- Dimitri Kitsikis
- Sergei Kljaschtornyj
- Mehmet Fuat Köprülü
- Jewdokija Innokentjewna Korkina
- Zeynep Korkmaz
- Klaus Kreiser
- Hans-Peter Laqueur
- Jens Peter Laut
- Bernard Lewis
- Geoffrey L. Lewis
- Sergei Jefimowitsch Malow
- Dieter Maue
- Gerhard von Mende
- Karl Heinrich Menges
- Raoul Motika
- Christoph K. Neumann
- Irina Nevskaya
- Mehmet Ölmez
- Wilhelm Radloff
- Julian Rentzsch
- Hans-Robert Roemer
- Klaus Röhrborn
- Ándras Róna-Tas
- Wolfgang-Ekkehard Scharlipp
- Claus Schönig
- Friedrich Schrader
- Marek Stachowski
- Ursula Spuler-Stegemann
- Karl Steuerwald
- Ekrem Čaušević
- Şinasi Tekin
- Talat Tekin
- Semih Tezcan
- Vilhelm Thomsen
- József Thury
- Andreas Tietze
- Zeki Velidi Togan
- Edward Tryjarski
- Hermann Vámbéry
- Peter Zieme
- Erik-Jan Zürcher